# Шлезијци
Шлезијци (Шлезјани) или Шлеси (шл. Ślůnzoki, немшл. Schläsinger, пољ. Ślązacy) су западнословенски народ сродан Пољацима, који претежно живи у Пољској и Чешкој, на подручју историјске покрајине Шлезије, чија је некадашња територија подељена између ових држава. Шлезијци говоре шлезијским језиком, који спада у словенску групу индоевропске породице језика.
Шлезијаца укупно има око 4 милиона, од тога су 0,9 милиона званично прогласили своју шлеску националност. Шлезијци су по вероисповести углавном католици, док има и протестаната.